# Elecciones federales de Malasia de 1982
Las sextas elecciones federales de Malasia, séptimas desde el establecimiento del Consejo Legislativo Federal, y quintas desde la unificación del país, tuvieron lugar entre el 22 y el 26 de abril de 1982. Se renovaron los 154 escaños del Dewan Rakyat, la cámara alta del Parlamento, mediante escrutinio mayoritario uninominal. También se realizaron elecciones para las Asambleas Legislativas de once de los trece estados de Malasia.
El gobernante y dominante Barisan Nasional obtuvo la victoria con el 60.54% del voto popular y 132 de los 154 escaños. Mahathir Mohamad, que había asumido el cargo de primer ministro de Malasia en 1981, fue reelegido para un segundo mandato. Aunque la oposición, encabezada por el Partido de Acción Democrática (DAP) y el Partido Islámico Panmalayo (PAS) obtuvo cerca del 40% de los votos, solo consiguieron 22 escaños, sumando 9 para el DAP, 5 para el PAS y 8 independientes. La participación electoral fue del 70.64%, si se cuenta a los votantes registrados que no pudieron emitir sufragio debido a que no hubo oposición en sus circunscripciones, y del 75.4% si no se los cuenta.
En el plano estatal, el oficialismo obtuvo la victoria en todos los estados en disputa, y ya gobernaba Sabah y Sarawak luego de haber ganado las elecciones de 1981 y 1979, respectivamente. Volvería a triunfar en Sarawak tan solo un año después. Fue la última ocasión en la que una sola alianza triunfó en todos los estados de manera indiscutida. En los siguientes comicios, aunque finalmente el Barisan Nasional logró obtener el gobierno de Sabah al unirse el triunfador Partido Unido de Sabah a la alianza, técnicamente perdió las elecciones contra él.

## Sistema electoral
Todo ciudadano que haya alcanzado la edad de veintiún años y que esté en la "fecha de calificación" (fecha por referencia a la cual se preparan o revisan las listas electorales) residente en un distrito electoral o, si no es así, se clasifica como "votante ausente" (uno que está registrado como un votante ausente con respecto a ese distrito electoral) tiene derecho a votar en ese distrito electoral en cualquier elección del Dewan Rakyat. Una persona está descalificada para ser elector si en la fecha de calificación está detenido como una persona con problemas de juicio, está en quiebra sin cargos, está cumpliendo una condena de prisión, o sigue siendo responsable, en virtud de una condena en cualquier parte de la Mancomunidad de Naciones, a una sentencia de muerte o encarcelamiento por un término superior a doce meses.
Los registros electorales se elaboran a nivel de distrito electoral y se revisan anualmente. El voto no es obligatorio. El voto postal está permitido para los votantes ausentes, los miembros de la fuerza policial, los responsables de ciertos deberes en la jornada electoral y los miembros de la Comisión Electoral misma. Todo ciudadano residente en la Federación está calificado para ser miembro del Dewan Rakyat si no tiene menos de 21 años y del Dewan Negara si tiene al menos treinta años.
Una persona está inhabilitada para ser miembro de cualquiera de las dos Cámaras del Parlamento si debe lealtad a cualquier país que no pertenezca a la Federación, haya sido declarado mentalmente insano, haya quedado en quiebra sin cargos, o haya sido condenado y sentenciado a una pena de no menos de un año o una multa de no menos de $2,000. Personas que tienen un "oficio público pago" (un trabajo de tiempo completo en cualquiera de los servicios públicos, como el cargo de cualquier juez del Tribunal Federal o de un Tribunal Superior, de procurador general o de un miembro de la Comisión Electoral), por su parte, no pueden ser simultáneamente miembros del Parlamento.
Cada candidato al Parlamento, que no necesita necesariamente ser miembro de un partido político: debe contar con el apoyo de seis electores registrados de su circunscripción. Un candidato al Dewan Rakyat debe hacer un depósito monetario de 1,000 Ringgit, que se reembolsan si el candidato recibe más de un octavo de los votos de la circunscripción disputada. Un candidato al Parlamento debe presentar una devolución de los gastos de campaña dentro del tiempo y el modo requeridos por la ley. Los gastos máximos permitidos son de 20,000 Ringgit.
Los diputados son elegidos en 154 distritos electorales de un solo miembro por mayoría simple de votos para un mandato de cinco años. Las elecciones parciales se llevan a cabo, o se realizan nombramientos, dentro de los 60 días (90 días en los estados de Sabah y Sarawak) para llenar los escaños parlamentarios que quedaran vacantes en las elecciones generales. Los escaños de los diputados que quedan vacantes dentro de los seis meses posteriores a la disolución programada del Parlamento no se cubren.

## Contexto
El primer ministro Mahathir Mohamad, llegado al poder en julio de 1981, convocó a elecciones adelantadas y solicitó al Yang di-Pertuan Agong la disolución del Parlamento el 29 de marzo de 1982, faltando más de un año antes del fin del mandato constitucional, que se extendía al 31 de julio de 1983. El objetivo de Mahathir era conseguir un mandato propio para consolidarse en el poder y afianzar su control sobre la coalición oficialista, el Frente Nacional o BN.
Tras el incidente del 13 de mayo de 1969, una serie de disturbios raciales que provocaron la debacle del Partido de la Alianza y su reemplazo por el BN, los mítines políticos fueron prohibidos en Malasia, por lo que la campaña electoral se limitó a un recorrido casa por casa y discursos en reuniones internas de cada partido, considerándose, por tal motivo, que la campaña fue tranquila y silenciosa.
Los resultados de las elecciones una vez más dejaron el Frente Nacional en una posición dominante con hasta 132 de los 154 escaños, incrementándose un escaño con respecto a la elección anterior y consolidando a Mahathir en el cargo de primer ministro. El Partido de Acción Democrática, principal partido de la oposición, se aseguró nueve escaños, que fueron siete menos que los escaños que obtuvieron en las elecciones anteriores.

## Resultados

### Dewan Rakyat
|  | 33.05 % |

|  | 45.45 % |

|  | 15.54 % |

|  | 15.58 % |

|  | 3.61 % |

|  | 3.25 % |

|  | 1.97 % |

|  | 3.90 % |

|  | 1.97 % |

|  | 6.49 % |

|  | 1.92 % |

|  | 1.95 % |

|  | 0.99 % |

|  | 3.90 % |

|  | 0.81 % |

|  | 0.00 % |

|  | 0.69 % |

|  | 5.19 % |

|  | 60.54 % |

|  | 85.71 % |

|  | 19.58 % |

|  | 5.84 % |

|  | 14.46 % |

|  | 3.25 % |

|  | 0.93 % |

|  | 0.00 % |

|  | 0.36 % |

|  | 0.00 % |

|  | 0.28 % |

|  | 0.00 % |

|  | 0.01 % |

|  | 0.00 % |

|  | 0.03 % |

|  | 0.00 % |

|  | 0.01 % |

|  | 0.00 % |

|  | 0.01 % |

|  | 0.00 % |

|  | 0.00 % |

|  | 0.00 % |

|  | 3.77 % |

|  | 5.19 % |

### Resultado por estado
|  | 67.80 % |

|  | 32.20 % |

|  | 62.16 % |

|  | 31.44 % |

|  | 6.08 % |

|  | 0.32 % |

|  | 52.78 % |

|  | 46.53 % |

|  | 0.58 % |

|  | 0.11 % |

|  | 57.41 % |

|  | 39.52 % |

|  | 0.84 % |

|  | 0.39 % |

|  | 56.23 % |

|  | 36.04 % |

|  | 4.63 % |

|  | 2.50 % |

|  | 0.13 % |

|  | 0.47 % |

|  | 61.23 % |

|  | 25.42 % |

|  | 13.04 % |

|  | 0.10 % |

|  | 0.21 % |

|  | 60.39 % |

|  | 20.12 % |

|  | 17.15 % |

|  | 2.33 % |

|  | 63.58 % |

|  | 24.30 % |

|  | 7.33 % |

|  | 4.79 % |

|  | 46.73 % |

|  | 45.70 % |

|  | 2.79 % |

|  | 0.55 % |

|  | 67.30 % |

|  | 27.43 % |

|  | 4.48 % |

|  | 0.79 % |

|  | 66.44 % |

|  | 21.22 % |

|  | 12.34 % |

|  | 73.70 % |

|  | 16.83 % |

|  | 5.02 % |

|  | 4.30 % |

|  | 0.16 % |

|  | 57.32 % |

|  | 9.22 % |

|  | 7.40 % |

|  | 5.74 % |

|  | 0.17 % |

|  | 20.15 % |

|  | 56.75 % |

|  | 18.16 % |

|  | 0.53 % |

|  | 0.07 % |

|  | 24.49 % |